# Felipe Guamán Poma de Ayala
Pour les articles homonymes, voir Ayala.
Felipe Guamán Poma de Ayala, ou Waman Puma de Ayala, né à San Cristóbal de Suntuntu, dans la province de Lucanas, au Pérou, vers 1530-1550 et mort vers 1615, est un chroniqueur indigène du Pérou de l'époque de la conquête des Amériques.

## Biographie
Malgré son nom mixte, il est bien indigène et non métis, et de famille noble inca : ses noms quechuas totémiques, Guamán Poma (qui seraient transcrits aujourd'hui Waman Puma), signifient « aigle » ou « faucon » pour Guamán, et « puma » pour Poma, et sont associés aux divinités tutélaires du ciel et de la terre ; ils représentaient pour lui le cœur de son identité quechua, bien qu'encadrés par ses noms hispaniques, car, élevé avec les Espagnols, il se considérait aussi d'origine latine, à la fois profondément inca et profondément chrétien et donc indio-latino... Felipe est son prénom de baptême, hispanique. Aiala (ou Ayala) est le noble nom espagnol qu’il hérite de son père, lequel après avoir courageusement combattu aux côtés du Marquis d’Ayala (le conquistador Luis Ávalos de Ayala), et lui avoir sauvé la vie, fut déclaré comme son « frère » et autorisé à porter son nom comme distinction héréditaire.
Il descendrait, selon son manuscrit, d’une noble famille  Yarowilca (es) de Huánuco et serait le fils de Martín Guaman Mallqui y Juana Chuquitanta appelée Cusi Ocllo en quechua, noble descendante du Sapa Inca X Túpac Yupanqui. C'est pour souligner cette ascendance doublement noble qu'il signait parfois : « Don Felipe (ou Phelipe) Inca Guaman Poma de Aiala Príncipe »,.

## Œuvre
Son œuvre intitulée El primer nueva corónica y buen gobierno (Nouvelle chronique et bon gouvernement), achevée vers 1615, est une longue supplique adressée au roi d'Espagne, abondamment illustrée, et dont les dessins décrivent avec un luxe de détails les terribles conditions de vie des habitants autochtones du Pérou après la destruction de l'empire inca. En plus, cette œuvre comprend la Mapa Mundi de Reino de las Indias — une réalisation unique parmi les cartes indigènes de l’époque pour l’usage de la forme Mappa mundi.
Cette œuvre est d'ailleurs à plus d'un titre un des documents parmi les plus exceptionnels de toute l'historiographie mondiale : il représente, entre tous les témoignages et codex des anciens chroniqueurs, une source primaire infiniment précieuse sur la vie des peuples indigènes dans les premiers temps de la colonisation espagnole, mais aussi au temps de l'Empire inca, car son auteur ayant vécu l'essentiel de sa vie au XVIe siècle, et ayant beaucoup voyagé dans les Andes, a rencontré les témoins oculaires de l'Empire, ainsi probablement que ses archivistes (les quipucamayocs), recueillant des informations de première main sur la vie, l'histoire et la civilisation des Incas. Ces informations sont rendues d'autant plus précieuses par le fait que les Incas n'avaient probablement pas d'écriture glyphique comme les Mayas de Mésoamérique, et que le déchiffrement du code des quipus pose encore beaucoup de problèmes non résolus aujourd'hui. Cette information est donc particulièrement rare, d'autant que ses illustrations, précises, sont souvent plus parlantes que son texte calligraphié en espagnol ancien et « créolisé », entrecoupé de termes quechuas et aymaras, dont le déchiffrage et l'interprétation sont parfois difficiles pour les non-spécialistes de l'histoire précolombienne.
Pour écrire cette longue lettre, à 40 ans, Guamán Poma abandonne la situation confortable héritée de son père et se lance dans un périple qui durera trente ans au cours duquel il sera attaqué, volé, emprisonné et régulièrement expulsé pour avoir tenté d'éveiller la conscience de son peuple. À 80 ans, il arrive à Lima pour demander au Vice-roi de transmettre son manuscrit au roi d'Espagne. Ce document n'a été connu que trois cents ans après sa rédaction, après sa découverte en 1908 par Richard Pietschmann dans les archives de la Bibliothèque royale du Danemark ; on se perd en conjectures sur le cheminement qui l'y avait amené. Il est aujourd'hui accessible en ligne en fac-similé sur le site de la même Bibliothèque (voir bibliographie), dans son état actuel de conservation mais avec un déchiffrage intégral du texte annoté. En revanche, ses éditions de référence sont assez difficiles à se procurer : autant celle publiée à Paris en 1936 par l'Institut d'Ethnologie (rééditée en 1989) sous la direction de Richard Pietschmann,, que celle publiée en Espagne et au Mexique en 1992 sous la direction de Rolena Adorno et John V. Murra, et que celle publiée au Pérou en 1993 sous la direction de Franklin Pease et Jan Szeminski.

## Postérité
Plusieurs pages de l'œuvre de Guamán Poma sont appropriées dans les quatre grands dessins sur toiles avec cadre polychrome (¡Traga!, ¡Corre!, ¡Sopla!, ¡Muere!) réalisés en 1992 par le peintre Herman Braun-Vega pour sa rétrospective de Madrid à l'occasion du cinquième centenaire de la découverte de l'Amérique par Christophe Colomb. Avec les transferts de coupures de presse associées aux dessins de Guamán Poma et aux gravures de Goya, Herman Braun-Vega souligne la souffrance des civils, éternelles victimes des guerres. Braun-Vega fait encore référence aux dessins de Guamán Poma dans son tableau El poder se nutre de dogmas (Vélasquez, Guaman Poma de Ayala, El Greco, Goya), cette fois pour souligner le rôle de l'Église dans la conquête espagnole à travers le processus d'évangélisation des indiens du Pérou.